# Nathan Rosen
Nathan Rosen (* 22. März 1909 in Brooklyn, New York City; † 18. Dezember 1995 in Haifa) war ein US-amerikanisch-israelischer Physiker. Er war Assistent von Albert Einstein und ist mit diesem für das Einstein-Podolsky-Rosen-Paradoxon und die Einstein-Rosen-Brücke bekannt.

## Leben und Wirken
Rosen studierte zunächst Elektrotechnik (Bachelor-Abschluss) und dann Physik (mit Master-Abschluss 1929) am Massachusetts Institute of Technology, wo er 1932 mit der Arbeit „Calculation of Energies of Diatomic Molecules“ bei John C. Slater promovierte. Danach war er als National Research Fellow an der University of Michigan und Princeton University, wo er sich mit theoretischer Molekülphysik beschäftigte (Modell des Wasserstoffmoleküls). Allerdings schrieb er schon seine Master-Arbeit über Gravitationsphysik und kontaktierte in Princeton Albert Einstein, um dessen Meinung darüber zu erfahren. 1934 bis 1936 war er Assistent von Einstein am Institute for Advanced Study. Danach war er Professor für theoretische Physik an der Universität Kiew (auf Empfehlung von Einstein) und ab 1941 an der University of North Carolina in Chapel Hill, bevor er nach Israel ging, wo er ab 1953 Professor am Technion in Haifa war und Gründer des dortigen Instituts für theoretische Physik. Er war dort zeitweise Leiter des Physik-Departments und der Fakultät für Kerntechnik. 1977 wurde er Distinguished Professor am Technion. 1979 wurde er emeritiert, lehrte aber weiter Gravitationsphysik am Technion (als Gerard Swope Professor Emeritus) bis 1991. In Israel war er auch am Aufbau der Ingenieur-Ausbildung an der Ben-Gurion-Universität im Negev in Beʾer Scheva beteiligt (1969 bis 1971 war er dort Dean of Engineering).
Im Jahre 1935 veröffentlichte er zusammen mit Albert Einstein und Boris Podolsky ein Gedankenexperiment, das unter der Bezeichnung EPR-Effekt bekannt wurde. Der Titel der Originalveröffentlichung lautet Can Quantum-Mechanical Description of Physical Reality Be Considered Complete? (Erschienen in Phys. Rev., Band 47, 1935, S. 777–780). Die grundlegende Idee dazu kam von Rosen, der dafür verschränkte Zustände benutzte, die er schon in seiner Untersuchung des Wasserstoffmoleküls verwendet hatte. Außerdem war Nathan Rosen Mitentdecker der Einstein-Rosen-Brücke (Wurmlöcher) in der Allgemeinen Relativitätstheorie (ART). Ihr damaliges Ziel war es, Elementarteilchen, damals in erster Linie Elektronen, als Lösungen der Feldgleichungen der ART mit elektromagnetischen Feldern darzustellen. Allerdings zeigten John Archibald Wheeler und Robert W. Fuller 1962, dass die Einstein-Rosen-Brücken als Lösungen der Feldgleichungen mit gewöhnlicher Materie instabil sind.
Mit Einstein schrieb er auch eine Arbeit über Gravitationswellen (von denen Einstein zunächst meinte, sie wären keine exakten Lösungen der Feldgleichungen, dann aber seine Meinung änderte), die zum Streit von Einstein mit dem anonymen Gutachter der Arbeit bei Physical Review führte, der Angaben vermisste, inwieweit Einstein die Meinung anderer Wissenschaftler eingeholt hätte. In der Folge publizierte Einstein nicht mehr in Physical Review; die Arbeit On gravitational waves erschien im Journal of the Franklin Institute (Bd. 223, 1937, S. 43–54).
Noch als Student veröffentlichte er eine Arbeit mit dem Titel The Neutron, in der er einen gebundenen Zustand aus Proton und Elektron beschrieb (ein Jahr vor der Entdeckung durch James Chadwick).
1968 erhielt er den Weizmann-Preis für Naturwissenschaften. Er war Gründungsmitglied der israelischen Akademie der Wissenschaften und der israelischen physikalischen Gesellschaft. 1975 erhielt er den Landau Research Award. 1941 wurde er Fellow der American Physical Society.
Zu seinen Studenten zählen der Gravitationsphysiker Moshe Carmeli und Asher Peres.